# Старый Относ
Старый Относ — деревня в Дальнеконстантиновском районе Нижегородской области. Входит в состав Дубравского сельсовета

## География
Находится на расстоянии приблизительно 15 километра по прямой на северо-восток от поселка Дальнее Константиново, административного центра района.

## Население
| 2002 | 2010 |
| ---- | ---- |
| 18   | ↘8   |

### Национальный состав
Согласно результатам переписи 2002 года, в национальной структуре населения русские составляли 100 % от 18 чел.

## Инфраструктура
Личное подсобное хозяйство.

## Транспорт
Просёлочные дороги.